# Elaeocarpus macranthus
Elaeocarpus macranthus är en tvåhjärtbladig växtart som beskrevs av Merrill. Elaeocarpus macranthus ingår i släktet Elaeocarpus och familjen Elaeocarpaceae. Inga underarter finns listade i Catalogue of Life.